# Достоевский, Эугениуш
Эугениуш Достоевский (настоящая фамилия Харбал) (1 апреля 1924 года, Гвождю-Колония (выселки города Коломыя), II Речь Посполитая — 5 мая 2001 года, Варшава, III Речь Посполитая) — польский военачальник, в 1956—1965 годах командующий пограничными войсками Польши.

## Биография
Эугениуш Харбал родился 1 апреля 1924 года в семье Яна Харбала на выселках города Коломыя колонии Гвождю. После окончания начальной школы работал батраком в Коломые. После присоединения Восточных Кресов к СССР в 1939 году, ученик слесаря и слесарь. В январе 1940 года депортирован с семьёй в Красноярский край, где трудился в качестве сельскохозяйственного работника.
С 31 августа 1943 года в польских вооружённых силах, командир отделения во 2. пехотной дивизии. С января 1944 года заместитель командира взвода, летом 1944 участник боёв под Пулавами и Варкой. 1 сентября 1944 года ранен в ногу. После лечения, с начала ноября 1944 года курсант офицерской школы 1. армии Войска Польского в Минске Мазовецком. С февраля 1945 года хорунжий и командир пулемётного взвода.
После войны на различных должностях в школе офицеров пехоты № 2 в Грыфице. В 1946 году ему присвоено звание поручика. В 1947 году на курсах офицеров штаба полка в Центре обучения пехоты в Рембертуве, затем капитан и комендант 2. участка 1. отдела Войск Охраны Границы по разведке в Лужице. С января 1949 года командир батальона в 6. Лужицкой бригаде ВОП, а с января 1951 года в 8. Поморской бригаде ВОП. Майор. С июля 1952 года начальник штаба, а с мая 1954 года командир 22. бригады ВОП. Закончил вечерний общеобразовательный лицей в Варшаве.
1 сентября 1955 года стал начальником штаба ВОП. Подполковник. С 14 ноября 1956 года исполняющим обязанности командующего ВОП, в чине полковника, а с 6 августа 1958 года назначен командующим Войсками Охраны Границы.
Осенью 1961 года произведён в бригадные генералы. Звание ему вручал председатель Государственного Совета Александр Завадский в Бельведере.
30 июля 1965 года переведен на службу в Министерство внутренних дел, где занял пост директора управления по контролю за пограничным движением.
В 1967—1969 годах учился на факультете права и управления Варшавского университета.
С 1 мая 1972 года директор «Первой группы» при II департаменте МВД. Осенью 1975 года выведен в резерв и назначен председателем Главного таможенного управления.
В 1980 году арестован за растрату (хищения) в этом управлении и приговорён к 3 годам заключения.
Умер в Варшаве в 2001 году. Похоронен на Бродновском кладбище.

## Награды
- Орден Возрождения Польши 4 степени
- Орден Возрождения Польши 5 степени
- Крест Храбрых
- Орден «Знамя Труда» 1 степени
- Орден «Знамя Труда» 2 степени
- Золотой крест Заслуги
- Серебряный крест Заслуги
- Серебряная Медаль Заслуженным на поле Славы
- Медаль «За Варшаву 1939—1945»
- Медаль «За Одру, Нису и Балтику»
- Медаль «Победы и Свободы»
- Золотая Медаль «Вооружённые силы на службе Родине» (дважды)
- Серебряная Медаль «Вооружённые силы на службе Родине»
- Серебряная Медаль «За заслуги при защите страны»
- Юбилейная медаль «10 лет Народной Польши»
- Юбилейная медаль «30 лет Народной Польши»
- Медаль «За победу над Германией в Великой Отечественной войне 1941—1945 гг.» (СССР)
- Медаль «За укрепление дружбы по оружию» 1 степени (ЧССР)

И другие.